# Jens Madsen (fodboldspiller fra Vejle)
 For alternative betydninger, se Jens Madsen. (Se også artikler, som begynder med Jens Madsen)
Jens Madsen (født 20. april 1970) er en tidligere dansk fodboldspiller. Han startede fodboldkarrieren i Vemb IF (nu Vemb FS), skiftede til Møborg/Bækmarksbro GF (nu Tangsø FS) som juniorspiller - begge klubber vest for Holstebro. Skiftede
til Holstebro Boldklub som ynglingespiller inden han fik kontrakt med Ikast FS i 1988. Jens Madsen har spillet for OB, Vejle Boldklub og AGF.